# Elegy (EP)
Elegy é um maxi single/EP da banda norueguesa/alemã de metal sinfônico Leaves' Eyes, lançado em 2 de maio de 2005. Quase todos os vocais foram feitos pela vocalista norueguesa Liv Kristine, com alguns vocais guturais feitos pelos seu marido Alexander Krull. A canção "Elegy" foi tomada do álbum seguinte Vinland Saga e no EP também há uma versão demo de "Solemn Sea", também presente em Vinland Saga. O resto das faixas do EP são exclusivas desse lançamento, mas ao contrário do próximo EP Legend Land, elas não compartilham da temática das sagas da Vinlândia.

## Lista de faixas
Todas as letras escritas por Liv Kristine e toda as músicas compostas por Alexander Krull, Chris Lukhaup, Thorsten Bauer, Mathias Röderer e Martin Schmidt.
| N.º            | Título                                   | Duração |  |
| 1.             | "Elegy" (versão do single)               | 4:33    |  |
| 2.             | "Senses Capture"                         | 4:58    |  |
| 3.             | "A Winter's Poem"                        | 4:06    |  |
| 4.             | "Solemn Sea" (versão demo)               | 3:47    |  |
| 5.             | "Mot fjerne land" (Toward Faraway Lands) | 2:28    |  |
| 6.             | "Elegy" (versão do álbum)                |         |  |
| Duração total: | Duração total:                           | 25:01   |  |

## Créditos

### Integrantes
- Liv Kristine Espenæs Krull - vocais principais, teclados
- Alexander Krull - vocais guturais, programação, teclados,
- Thorsten Bauer - guitarras
- Mathias Röderer - guitarras
- Christopher Lukhaup - baixos
- Martin Schmidt - baterias, percussão

### Produção
- Produzido, engenhado, mixado e masterizado por Alexander Krull no Mastersound Studios
- Engenheiros assistentes de gravação: Mathias Röderer, Thorsten Bauer, Chris Lukhaup, Robert Suß

## Desempenho
| Ano  | Tabela musical             | Posição |
| ---- | -------------------------- | ------- |
| 2005 | Ranking de singles alemães | 76      |